# Günter Mielke
Günter Mielke (* 30. November 1942 in Berlin; † 18. Januar 2010 in Auckland, Neuseeland) war ein deutscher Langstreckenläufer.

## Werdegang
Mielke hatte im Alter von 14 Jahren mit dem Laufen begonnen und war unter anderem für die Vereine SC Charlottenburg, OSC Berlin, ASV Köln, TV Wattenscheid 01, VfL Wolfsburg, LG Neckar-Odenwald, ASC Darmstadt und TuS Griesheim. 1965 wurde er bei den Deutschen Meisterschaften Dritter über 10.000 Meter. 1971 wurde er Deutscher Hochschulmeister über 5000 und 10.000 Meter und gewann er den Essener Marathon Rund um den Baldeneysee. Als Vizemeister der Jahre 1971 und 1972 über diese Distanz qualifizierte er sich für die Olympischen Spiele in München, bei denen er jedoch im Vorlauf aufgeben musste. Im selben Jahr wurde er Deutscher Vizemeister im Marathon.
In den folgenden Jahren konzentrierte er sich auf diese Strecke, auf der er von 1974 bis 1977 viermal in Folge die deutsche Jahresbestzeit erzielte und insgesamt zwanzigmal unter 2:20 Stunden blieb. Kurz vor den Europameisterschaften 1974 in Rom zog er sich eine Verletzung am Schienbein zu und belegte lediglich den 20. Platz. 1975 wurde er in Dülmen Deutscher Marathonmeister mit fast vier Minuten Vorsprung. Im Jahr darauf wurde er hinter dem späteren Waldemar Cierpinski Zweiter beim Karl-Marx-Stadt-Marathon und qualifizierte sich damit für die Olympischen Spiele in Montreal. Obwohl er kurz nach dem Start eine Fußverletzung erlitt, stand er das Rennen durch und kam auf den 54. Platz. 1977 errang er bei den Deutschen Meisterschaften, die bei einem Separatstart im Rahmen des Berlin-Marathons ausgetragen wurden, erneut den Titel. 1979 wurde er Deutscher Vizemeister im Marathon, und 1981 wurde er mit seiner persönlichen Bestzeit von 2:13:58 h Zweiter beim Frankfurt-Marathon und siegte bei der Premiere des Helsinki-Marathons. Mielke suchte starke Trainingsgruppen und trainierte unter anderem mit seinem Hauptkonkurrenten Lutz Philipp beim ASC Darmstadt. Sein Training war lang und intensiv.
Im Jahr 1982 stellte er als Achtzehnter beim Tokyo International Men’s Marathon mit 2:16:05 h den aktuellen deutschen Rekord für die Altersklasse M40 auf (Stand Dezember 2009). In der Klasse M45 wurden gleich drei aktuelle nationale Rekorde von ihm erzielt: über 5000 Meter (14:35,1 min, 27. Juli 1988, Frankfurt am Main), 10.000 Meter (30:22,58 min, 2. Juli 1988, Kassel) und im Marathon (2:21:00 h, 17. Mai 1987, München). In der Klasse M55 schließlich stammen von ihm die aktuellen Bestmarken über 10.000 Meter (32:29,86 min, 22. April 1997, Darmstadt) und im 10-km-Straßenlauf (32:48 min, 29. März, 1997, Jügesheim).
Günter Mielke war 1,76 m groß und wog 62 kg. Er hatte das Studium der Zahnmedizin abgebrochen, um sich ganz seiner Leidenschaft, dem Langstreckenlauf, widmen zu können und war dann von Beruf Grundschullehrer; später war er außerdem unter anderem als Repräsentant verschiedener Laufschuh-Marken und in den Jahren 1982 bis 1985 als sportlicher Leiter des Hoechst-Marathons Frankfurt tätig. 2008 ließ er sich mit seiner Ehefrau Hedy Brandl in Mintraching nieder.
Im Januar 2010 brach er am letzten Tag eines Urlaubs in Neuseeland an einem Strand bei Auckland beim Joggen zusammen. Zwar wurde er von einer zufällig vorbeikommenden Krankenschwester reanimiert und in ein Krankenhaus gebracht, verstarb aber drei Tage später. Am 5. Februar wurde er in Regensburg am Dreifaltigkeitsberg beigesetzt.

## Persönliche Bestzeiten
- 5000 m: 13:56,0 min, 2. Juli 1972, Sittard
- 10.000 m: 28:44,59 min, 22. Juli 1972, München
- Marathon: 2:13:58 h, 17. Mai 1981, Frankfurt am Main